# Ann M. Martin
Ann M. Martin, all'anagrafe Ann Matthews Martin (Princeton, 12 agosto 1955), è una scrittrice statunitense, nota soprattutto per la serie di libri The Baby-Sitters Club, che pubblica dal 1986 e da cui sono state tratte due serie televisive e un film.

## Biografia
Ha conseguito la laurea allo Smith College nel 1978 in psicologia e istruzione elementare, per poi diventare un'insegnante e un editore di libri per bambini. Il suo primo libro è stato Bummer Summer, pubblicato nel 1983.
Le idee per i libri della Martin provengono da esperienze personali, compresa la propria come baby-sitter, dalla quale ha tratto la serie di romanzi The Baby-Sitters Club, che pubblica dal 1986. 
Nel 1990 ha creato la Fondazione Ann M. Martin, che fornisce sovvenzioni a favore di cause a beneficio dei bambini (istruzione, programmi di alfabetizzazione, e ospitalità ad animali e persone senza dimora). Oltre ai libri scritti in solitaria, la Martin ha pubblicato anche volumi scritti a quattro mani con altri autori come Paula Danziger.